# Береза чорна (пам'ятка природи)
Бере́за чо́рна — ботанічна пам'ятка природи місцевого значення в Україні. Розташована на території Ковельського району Волинської області, біля села Черемшанка.
Площа — 0,01 га, статус отриманий у 1973 році.

## Галерея

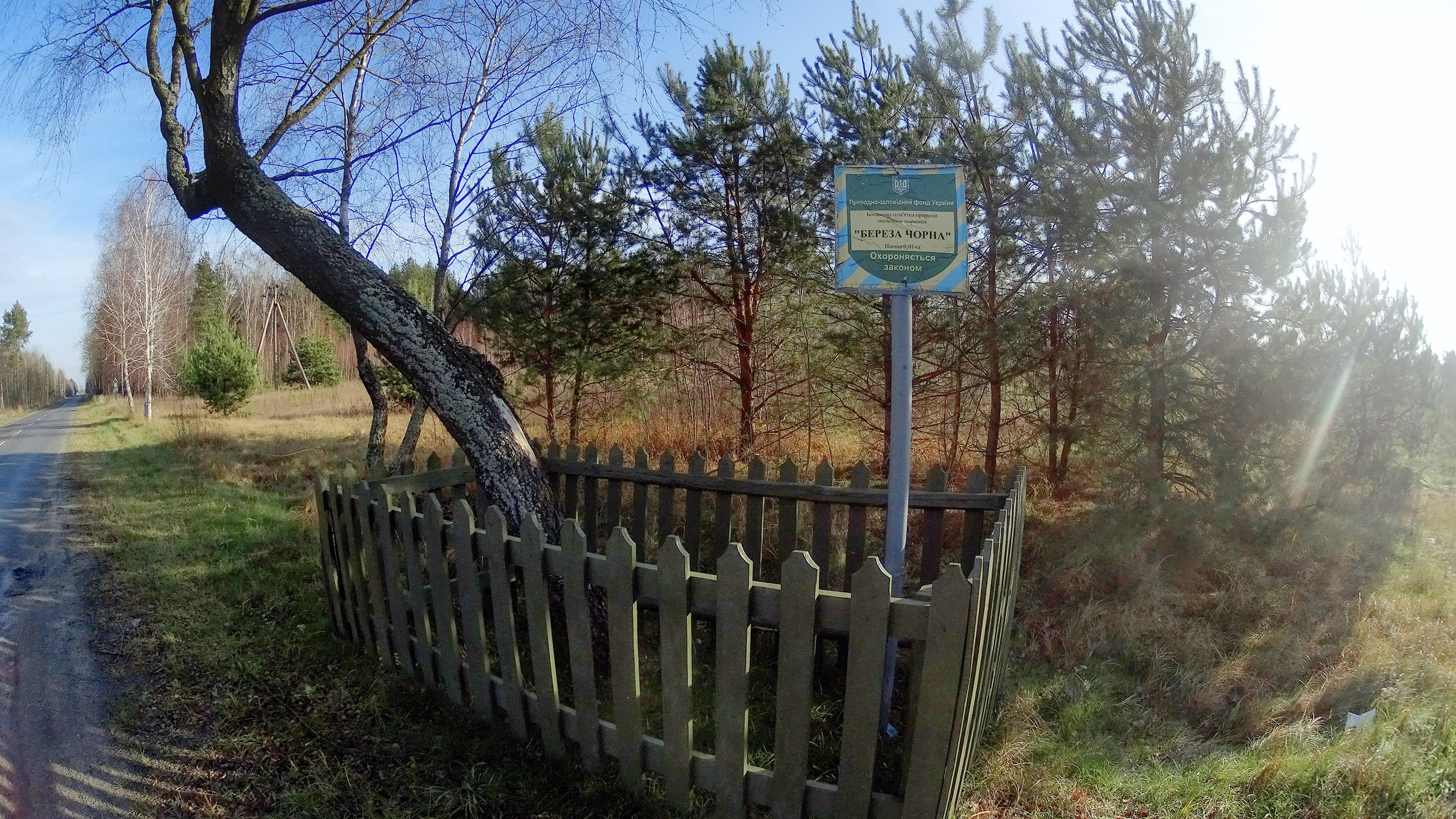
Вигляд у 2017 році
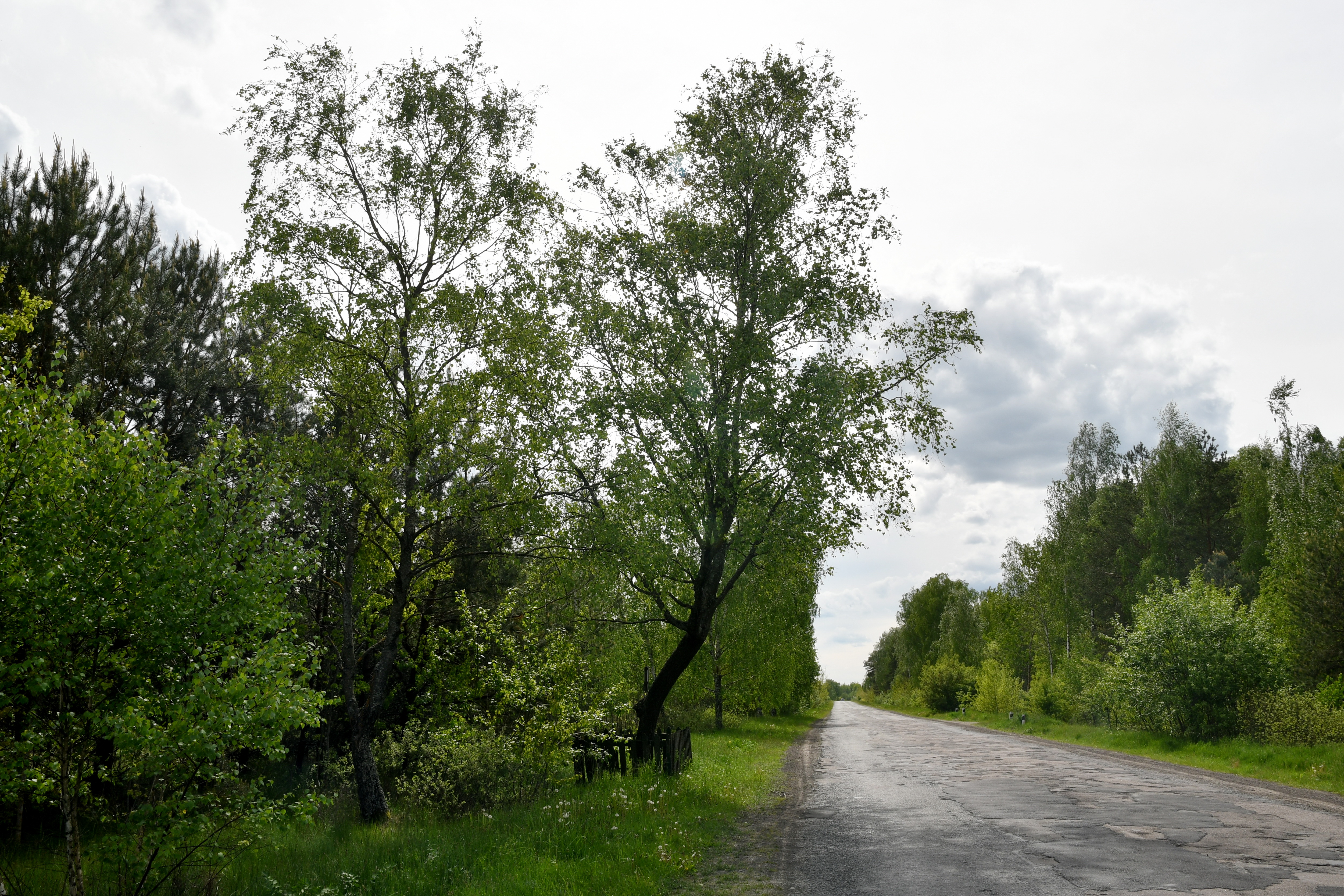
Загальний вигляд
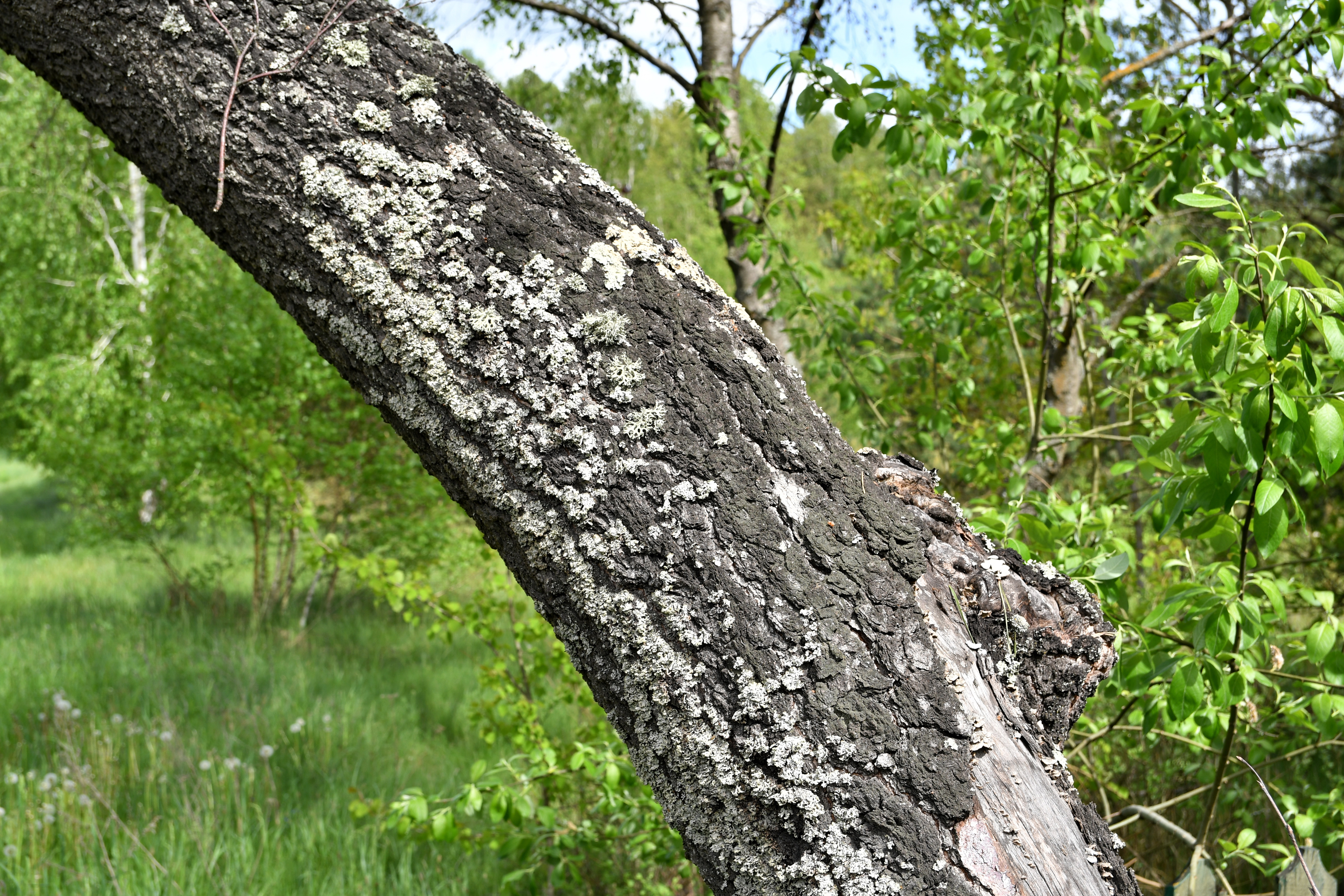
Кора
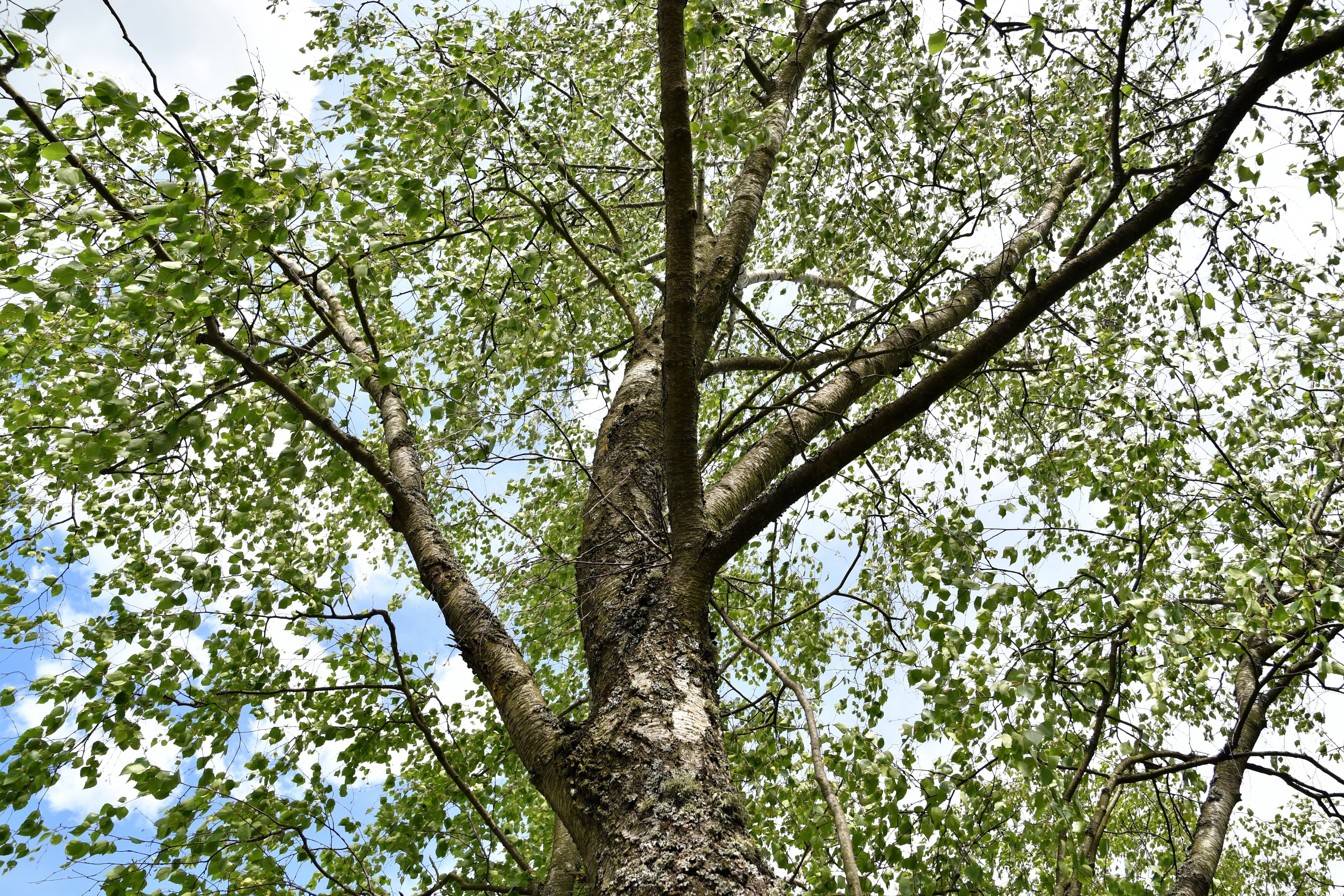
Верхня частина